# Menuet (productiehuis)
Menuet is een Belgisch productiehuis gevestigd in Gent. Het werd in 1990 door Dirk Impens opgericht als Favourite Films maar werd later hernoemd naar Menuet. Impens had zijn sporen al verdiend bij MMG en Independent Productions waar hij zich samen met Marc Punt en Jan Verheyen in had geëngageerd en waar net Blueberry Hill van Robbe De Hert (1989) succesvol was afgerond zowel qua publieksbelangstelling als qua erkenning en filmprijzen.
De eerste langspeelfilmproductie van Favourite films zette het productiehuis direct ook internationaal op de kaart. Daens in regie van Stijn Coninx kwam in 1992 uit en werd dat jaar genomineerd als Belgische inzending voor de Oscar voor beste niet-Engelstalige film. Daens haalde de selectielijst en werd een van de vijf nominaties voor de Academy Award. Later volgden nog  producties als De helaasheid der dingen en The Broken Circle Breakdown.
In 2017 gaf zaakvoerder Impens aan dat het bedrijf aan zijn laatste producties bezig was.

## Producties
Menuet, eerst Favourite Films, was als productiehuis actief voor de volgende producties:
| Naam                                | Jaar        | Regie                                                          | Opmerking                                      |
| ----------------------------------- | ----------- | -------------------------------------------------------------- | ---------------------------------------------- |
| Daens                               | 1992        | Stijn Coninx                                                   | film                                           |
| Je pense à vous                     | 1992        |                                                                |                                                |
| Manneken Pis                        | 1995        | Frank Van Passel                                               | film                                           |
| Brylcream Boulevard                 | 1995        | Robbe De Hert                                                  | film                                           |
| Alles moet weg                      | 1996        | Jan Verheyen                                                   | film naar een boek van Tom Lanoye              |
| Terug naar Oosterdonk               | 1997        | Frank Van Passel                                               | tv-reeks                                       |
| Taxi dancer                         | 1997        |                                                                |                                                |
| Kongo                               | 1997        | Vincent Rouffaer                                               | tv-reeks                                       |
| Left Luggage                        | 1998        | Jeroen Krabbé                                                  | film                                           |
| Licht (film)                        |             |                                                                |                                                |
| En vacances                         | 2000        |                                                                |                                                |
| Villa des roses                     |             |                                                                |                                                |
| Team Spirit (film)                  | 2000        | Jan Verheyen                                                   | film                                           |
| Sedes & Belli                       | 2002-2003   |                                                                | tv-reeks                                       |
| Team Spirit 2                       | 2003        | Jan Verheyen                                                   | film                                           |
| Team Spirit (televisieserie)        | 2003        | Dirk Impens                                                    | tv-reeks gebaseerd op de film van Jan Verheyen |
| Halleluja!                          | 2005        | Dirk Impens                                                    | tv-reeks                                       |
| Buitenspel                          | 2005        | Jan Verheyen                                                   | film                                           |
| Dagen zonder lief                   | 2007        | Felix Van Groeningen                                           | film                                           |
| 180                                 |             |                                                                | film                                           |
| Katarakt                            | 2007        | Dirk Impens                                                    | tv-reeks                                       |
| De helaasheid der dingen            | 2009        | Felix Van Groeningen                                           | film                                           |
| Turquaze                            | 2010        | Kadir Balci                                                    | film                                           |
| Code 37                             | 2009 - 2011 | Jan Matthys, Joël Vanhoebrouck, Jakob Verbruggen, Tim Mielants | tv-reeks                                       |
| Code 37 - De Nachtwacht             | 2011        | Jakob Verbruggen                                               | film                                           |
| Sonny Boy                           | 2011        | Maria Peters                                                   | film                                           |
| Dura Lex                            | 2011        | Anke Blondé                                                    |                                                |
| Radio Montagne                      | 2012        | Gilles Coulier                                                 |                                                |
| Deadline 14/10                      | 2012        | Maarten Moerkerke                                              | tv-reeks                                       |
| The Broken Circle Breakdown         | 2012        | Felix Van Groeningen                                           | film                                           |
| De wederopstanding van een klootzak | 2013        | Guido van Driel                                                |                                                |
| Zuidflank                           | 2013        | Hendrik Moonen                                                 | tv-reeks                                       |
| Ontspoord                           | 2013        | Jakob Verbruggen & Maarten Moerkerke                           | tv-reeks                                       |
| In Vlaamse velden                   | 2014        | Jan Matthys                                                    | tv-reeks                                       |
| Deadline 25/5                       | 2014        | Maarten Moerkerke                                              | tv-reeks                                       |
| Vriendinnen                         | 2014        | Cecilia Verheyden                                              | tv-reeks                                       |
| Café Derby                          | 2015        | Lenny Van Wesemael                                             | film                                           |
| Coppers                             | 2016        | Jeroen Dumoulein / Maarten Moerkerke                           | tv-reeks                                       |
| Belgica                             | 2016        | Felix Van Groeningen                                           | film                                           |
| Als de dijken breken                | 2016        | Hans Herbots                                                   | tv-reeks                                       |
| 13 Geboden                          | 2017        | Maarten Moerkerke                                              | tv-reeks                                       |
| De Bende van Jan de Lichte          | 2017        | Robin Pront / Pieter Van Hees / Maarten Moerkerke              | tv-reeks                                       |
| Girl                                | 2018        | Lukas Dhont                                                    | film                                           |